# 小泉清明
小泉 清明（こいずみ きよあき、1904年12月17日 - 1977年10月26日）は、日本の生物学者。理学博士（1935年）。信州大学教授などを歴任。

## 人物
長野県上田市生まれ。旧制上田中学（長野県上田高等学校）を経て、1928年京都帝国大学農学部農林生物学科卒業。翌年、母校講師。理学博士（1935年）。
1930年台北帝国大学助教授、1944年熱帯医学研究所所長、1949年岐阜師範学校（学制改革により岐阜大学教育学部）教授、1958年信州大学教授、1960年同繊維学部長などを歴任し、1969年定年退官。
日本生態学会環境問題専門委員会委員長、長野県水質審議会委員、日本学術会議自然保護研究連絡委員会委員なども務める。木曽三川河口資源調査団長（1963年 - 1967年）。没後、叙従三位、叙勲二等授瑞宝章。

## 著書
- 『川と湖の生態』（共立出版、1971年）
- （共著）『蓖麻蚕ノ研究』（台湾農会、1941年）
- （共著）『函数生物学』（裳華房、1929年）